# Kőnig-tétel (gráfelmélet)

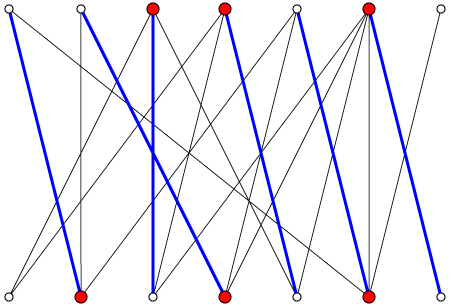
Példa egy páros gráfra. A kék szín egy maximális párosítást, a piros minimális lefogó ponthalmazt jelöl, mindkettő hatelemű.

A Kőnig-tétel a gráfelméletben egy páros gráf maximális párosítása és a minimális lefogó ponthalmaza közötti ekvivalenciát mondja ki. A tétel Kőnig Dénestől származik.
Legyen {\displaystyle G} egy páros gráf. Ekkor a tétel szerint {\displaystyle \nu (G)=\tau (G)} (azaz a legnagyobb független élhalmaznak ugyanannyi eleme van, mint a legkisebb lefogó ponthalmaznak), és ha G-ben nincs izolált pont, akkor {\displaystyle \rho (G)=\alpha (G)} (azaz a legkisebb lefogó élhalmaz azonos méretű a legnagyobb független ponthalmazzal).

## Bizonyítás
Segédtétel:
{\displaystyle \nu (G)} {\displaystyle \leq } {\displaystyle \tau (G)} minden {\displaystyle G} gráfra.
Bizonyítása: Ha {\displaystyle M} egy maximális független élhalmaz, akkor csak ahhoz hogy {\displaystyle M} éleit lefogjuk, {\displaystyle \nu (G)} = {\displaystyle |M|} pontra van szükségünk, vagyis, {\displaystyle \tau (G)} {\displaystyle \geq } {\displaystyle |M|}
Először azt mutatjuk meg, hogy {\displaystyle \nu (G)} = {\displaystyle \tau (G)}. Tekintsük a következő ábrát:
Legyen {\displaystyle M} egy olyan párosítás, amely javító utakkal már nem bővíthető. Legyen {\displaystyle Y=A-Z}, {\displaystyle X'} azoknak az {\displaystyle B}-beli pontoknak a halmaza, melyek {\displaystyle Y}-ból elérhetőek alternáló úton. Értelemszerűen, {\displaystyle X} az {\displaystyle X'} párjainak halmaza. Legyen {\displaystyle W=X'} {\displaystyle \cup } {\displaystyle (Z-X)}. {\displaystyle W}-nek pontosan {\displaystyle |M|} pontja van, melyek minden élet lefognak, ugyanis {\displaystyle N(X} {\displaystyle \cup } {\displaystyle Y)=X'} ({\displaystyle N(X)} jelöli az {\displaystyle X} halmaz szomszédjait egy páros gráfban). Ebből: {\displaystyle \tau (G)} {\displaystyle \leq } {\displaystyle |M|} {\displaystyle \leq } {\displaystyle \nu (G)}, és a segédtételből adódik az állítás.
Gallai tételei miatt {\displaystyle \nu (G)+\rho (G)=\tau (G)+\alpha (G)}, és mivel {\displaystyle \nu (G)=\tau (G)}, {\displaystyle \alpha (G)=\rho (G)} -nek is teljesülnie kell.

## Kapcsolat a perfekt gráfokkal
Egy gráf perfekt, ha minden feszített részgráfjában a kromatikus szám megegyezik az abban levő maximális klikk méretével. Minden páros gráf perfekt, mivel minden részgráfja páros, esetleg független pontokból áll. Ha a részgráf tartalmaz éleket, akkor mindkét szám kettő; ha nem tartalmaz, akkor egy.
Lovász László egy eredménye szerint gráf akkor és csak akkor perfekt, ha komplementere is perfekt, és a Kőnig-tétel ekvivalens azzal, hogy a páros gráfok komplementere perfekt. A tétel az élgráfokkal is kapcsolatba hozható. Az élgráf kromatikus száma megegyezik az eredeti gráf kromatikus indexével. Kőnig élszínezési tétele szerint a páros gráfok élgráfjai perfektek. A kettőt összetéve kapjuk, hogy a páros gráfok élgráfjainak komplementere is perfekt. Tehát a Kőnig-tétel így is értelmezhető.

## Lásd még
- Magyar módszer
- Tutte-tétel
- Hall-tétel
- Frobenius-tétel